# François Joseph Lefebvre
Pour les articles homonymes, voir Lefebvre.
François Joseph Lefebvre, né le 25 octobre 1755 à Rouffach, en Alsace et mort le 4 septembre 1820 à Paris, est un officier général français, maréchal d'Empire.
Sa carrière débute peu avant la Révolution française pendant laquelle il combat au sein de l'armée du Rhin puis à celle de Sambre-et-Meuse, ce qui lui vaut d'être promu général de division.
Nommé maréchal d'Empire en 1804, il est l'un des deux maréchaux honoraires — avec Kellermann — que l'Empereur emploie à des postes militaires, et le seul à commander un corps d'armée sur les champs de bataille de l'Empire.
Il est également le premier des maréchaux de Napoléon à obtenir un titre ducal pour une victoire militaire, celui de duc de Dantzig.
Fait pair de France par le roi à la Première Restauration, il se joint à Napoléon pendant les Cent-Jours.

## Biographie

### Origines et engagement dans les Gardes françaises
Ses parents étaient Joseph Lefebvre et Anne Marie Riss ; ils habitaient Rouffach, dans la Haute-Alsace, en France. Son père, sergent de ville et « capitaine des portes » de la ville, meurt alors que François-Joseph est âgé de huit ans. Son oncle, curé de Guémar, se fait son protecteur et dirige son éducation en le destinant à l'Église ; mais un penchant irrésistible entraîne François-Joseph vers la carrière militaire. Originaire d'Alsace, il s'engage dans les Gardes-Françaises le 10 septembre 1773, à 18 ans.

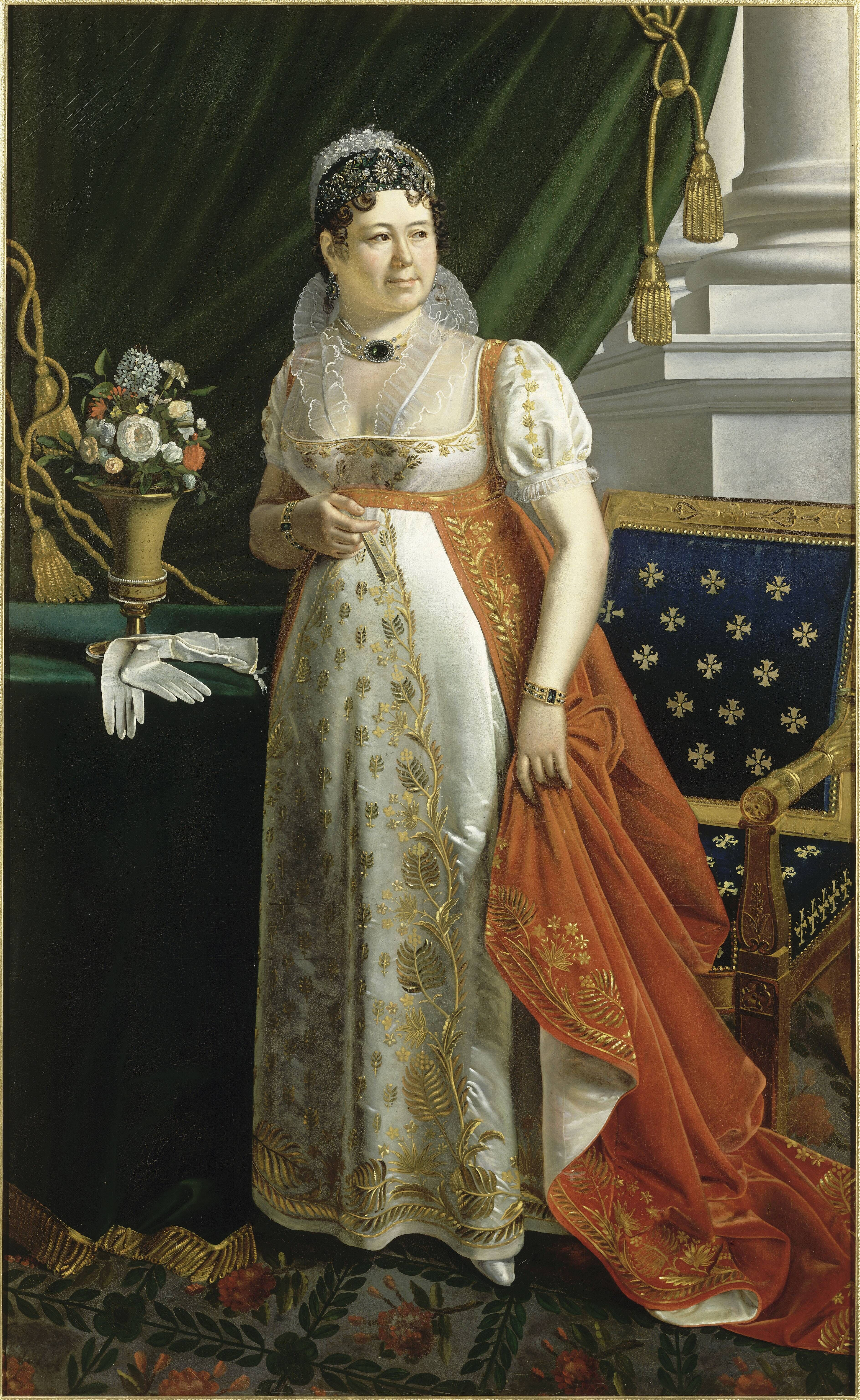
Catherine Hubscher, Maréchale Lefèbvre, duchesse de Dantzig, dite « Madame Sans-Gêne » (1753-1835), anonyme, vers 1810.

En 1783, il se marie avec une blanchisseuse, Catherine Hübscher, originaire de Goldbach-Altenbach en Alsace, passée à la postérité sous le nom de Madame Sans-Gêne, de laquelle il aura quatorze enfants dont treize mourront en bas âge.

### Le bataillon des Filles-Saint-Thomas
Il devint premier sergent des Gardes françaises le 9 avril 1788. Il se mêle aux premières émeutes, tout en protégeant ses officiers contre les violences du peuple le 21 juillet 1789 et en facilitant leur évasion. Après le licenciement des Gardes françaises, il entre dans le bataillon des Filles-Saint-Thomas et, à la tête d'un détachement de ce bataillon, est blessé deux fois en défendant la famille royale et en tentant de la protéger lors de son retour aux Tuileries après son départ pour Saint-Cloud. Il favorise également la fuite vers Rome des tantes du roi Louis XVI. En 1792, il sauve la caisse d'escompte du pillage.

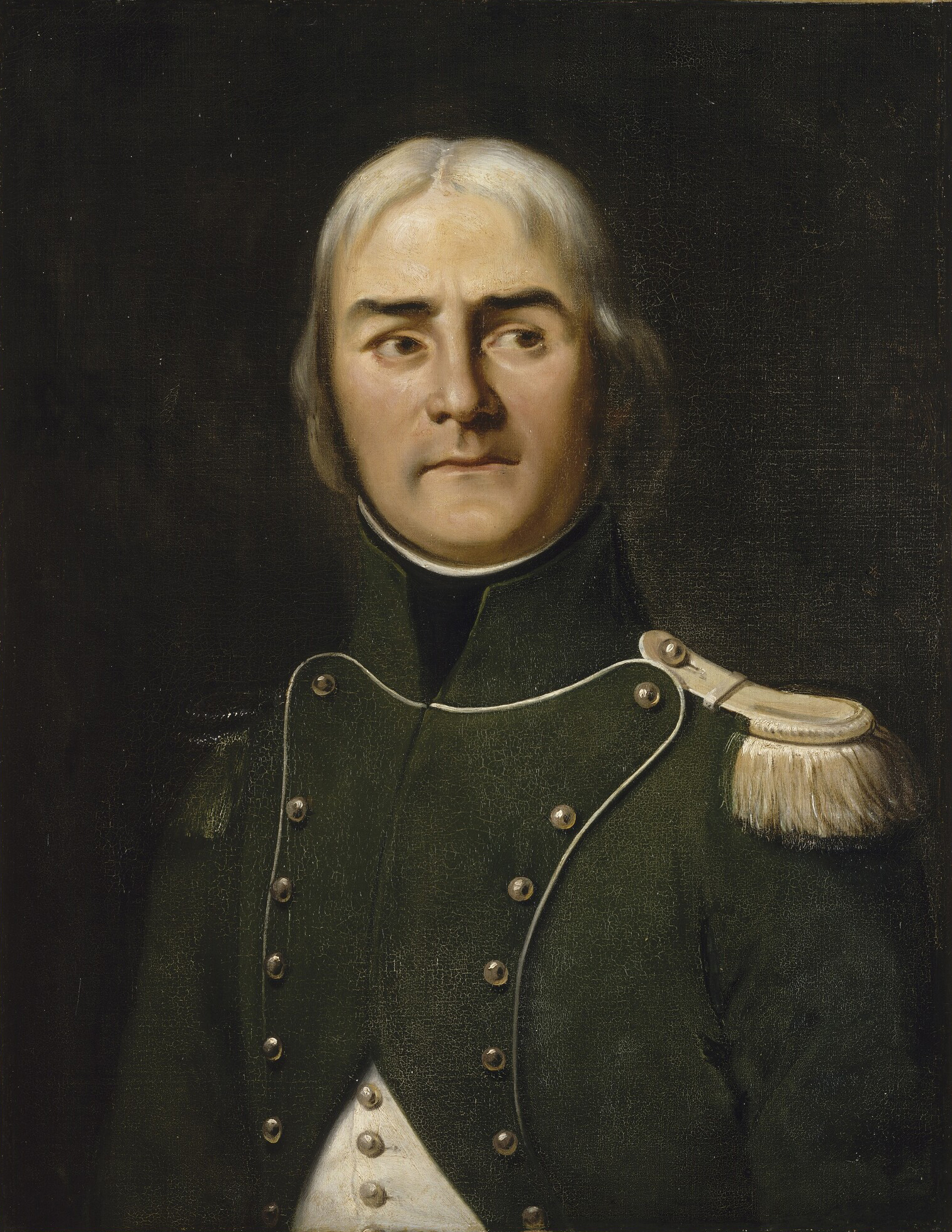
François Joseph Lefebvre, capitaine au 13e régiment d'infanterie légère en 1792 (1755-1820), Ferdinand Wachsmuth (Mulhouse, 1802 ; Versailles, 1869), 1834.

### Général des armées révolutionnaires
Capitaine au début de la guerre en 1792, il est général de brigade le 2 décembre 1793 puis général de division le 10 janvier 1794, après les combats de Lambach et de Geisberg. Il se distingue partout et presque toujours à l'avant-garde. On trouve Lefebvre dans toutes les batailles importantes dans le Nord et sur le Rhin de 1793 à 1799, notamment au Geisberg le 26 décembre 1793, à la prise d’Arlon le 18 avril 1794 et à celle de Dinant le 29 mai 1794, à Fleurus le 26 juin, à Altenkirchen le 4 juin 1796 et Wetzlar le 15 juin, à Friedberg le 10 juillet 1796, au passage du Rhin à Neuwied le 18 avril 1797. Après Custine, il est le premier des généraux de la République à effectuer le passage du Rhin. Il réalise cet exploit à la tête de ses grenadiers, malgré un feu terrible, et s'établit sur la rive droite en avant d'Eichelkamp. En 1796-1797, il enlève Siegburg à la bataille d'Altenkirchen et cueille de nouvelles palmes aux journées de Kalteiche, de Friedberg, de Bamberg et de Sulzbach. Lefebvre est nommé gouverneur de la forteresse de Mayence à partir du 13 mars 1798 et établit sa résidence au Palais Bassenheim.
Après la mort de Hoche, il prend provisoirement le commandement en chef de l’armée de Sambre-et-Meuse en septembre 1797. Il commande l’avant-garde de l’armée du Danube sous les ordres de Jourdan en mars 1799. Avec 8 000 hommes, il soutient à la bataille de Stockach les efforts de 36 000 Autrichiens. Mais à Pfullendorf le 21 mars 1799, une blessure grave le contraint à quitter l'armée. Il remplace le général Marbot, parti pour l'Armée d’Italie, à la tête du gouvernement militaire de Paris. Le Directoire le nomme alors commandant de la 17e division militaire dont le chef-lieu est à Paris. Il est désigné par le Conseil des Cinq-Cents comme candidat au Directoire mais n’est pas élu.

### Gouverneur militaire de Paris
Rallié à Bonaparte, son poste de gouverneur militaire de Paris lui permet de jouer un rôle important durant le coup d'État du 18 Brumaire. Ce jour-là, à la tête de 25 hommes, il pénètre dans la salle du conseil des Cinq-Cents, s'avance jusqu'à la tribune, et, malgré les cris, malgré les menaces, entraîne Lucien Bonaparte jusqu'à son frère qui l'attend au dehors, au moment où tous les deux sont sur le point d'être mis hors-la-loi. L’épée à la main, il lance ses grenadiers à la poursuite des députés. À la voix de leur général, les troupes n'hésitent plus, et la Révolution qui amène le gouvernement consulaire est consommée. Lefebvre, soldat inflexible, seconde ce jour-là passivement l'exécution d'un complot, dont peut-être il ignore les secrets. Bonaparte lui conserve d'abord le commandement de la 17e division puis l'emploie à la pacification des départements de l'Ouest.

### Sénateur et maréchal d'Empire

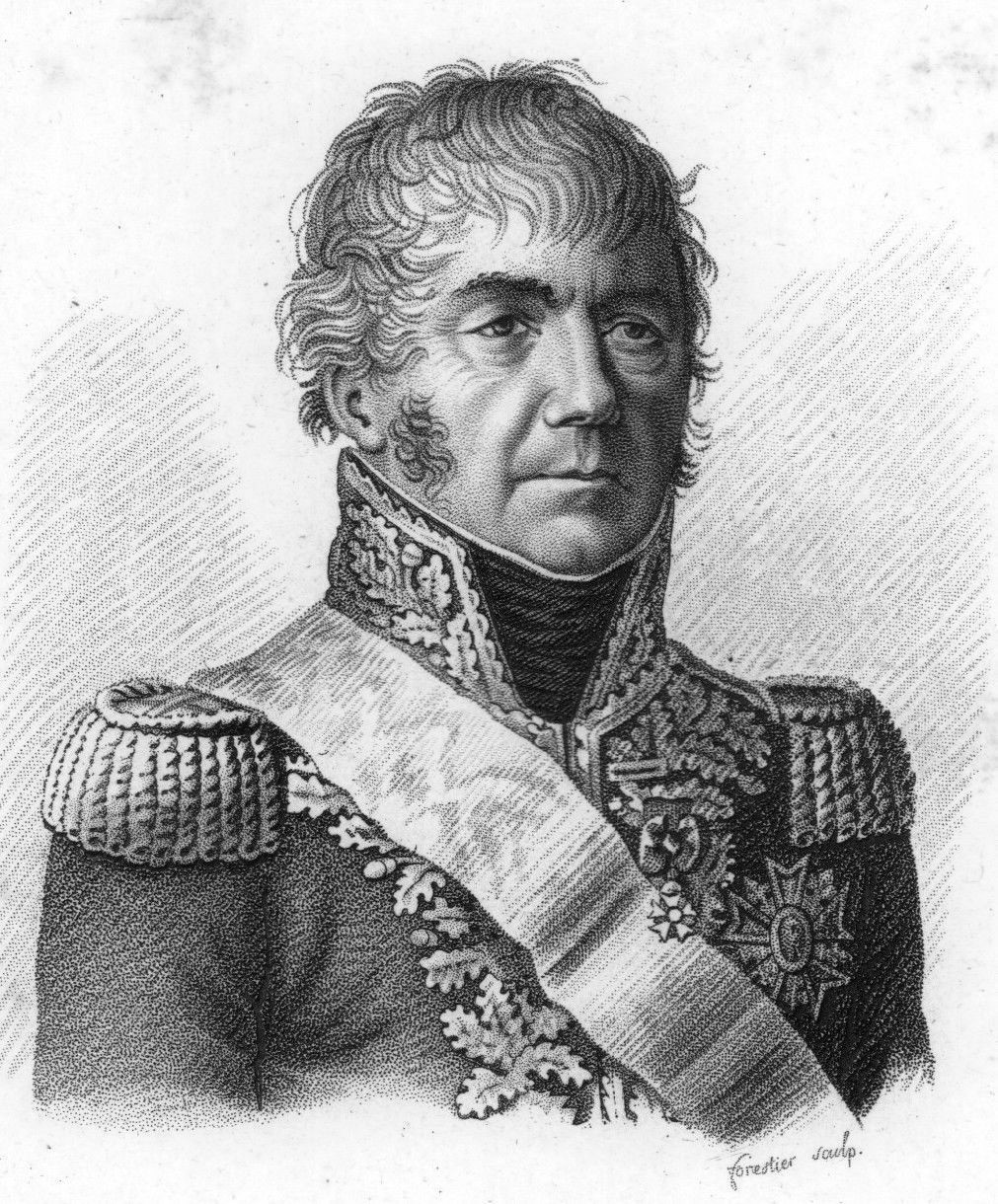
Le maréchal François Joseph Lefebvre.

Par la suite Napoléon n'oublie pas ce qu'il lui doit. Lefebvre est d'abord fait sénateur le 1er avril 1800 : il exerce au Sénat conservateur les fonctions de préteur.
Le 19 mai 1804, lors de la première promotion, il est élevé à la dignité de maréchal d'Empire, et il reçoit, le 2 février 1805, le Grand aigle de la Légion d'honneur (Grand-croix). Son âge et sa parfaite connaissance des règlements d'infanterie en font un bon commandant d'arrière-garde, mais ses rudes manières et le comportement de sa femme, une ancienne cantinière, irritent l'Empereur lorsque le couple paraît à la cour. L'attitude de sa femme inspire Victorien Sardou, auteur de la fameuse pièce de théâtre, nommée d'après le sobriquet de sa femme.
En 1805, il est chargé du commandement en chef des gardes nationales de la Roer, de Rhin-et-Moselle et du Mont-Tonnerre.
En 1806, il commande la Garde impériale à pied. Pour la campagne d’Allemagne, Napoléon lui confie une division de la Grande Armée. À Iéna le 14 octobre 1806, Lefebvre commande l’infanterie de la Garde impériale.

### Le duc de Dantzig

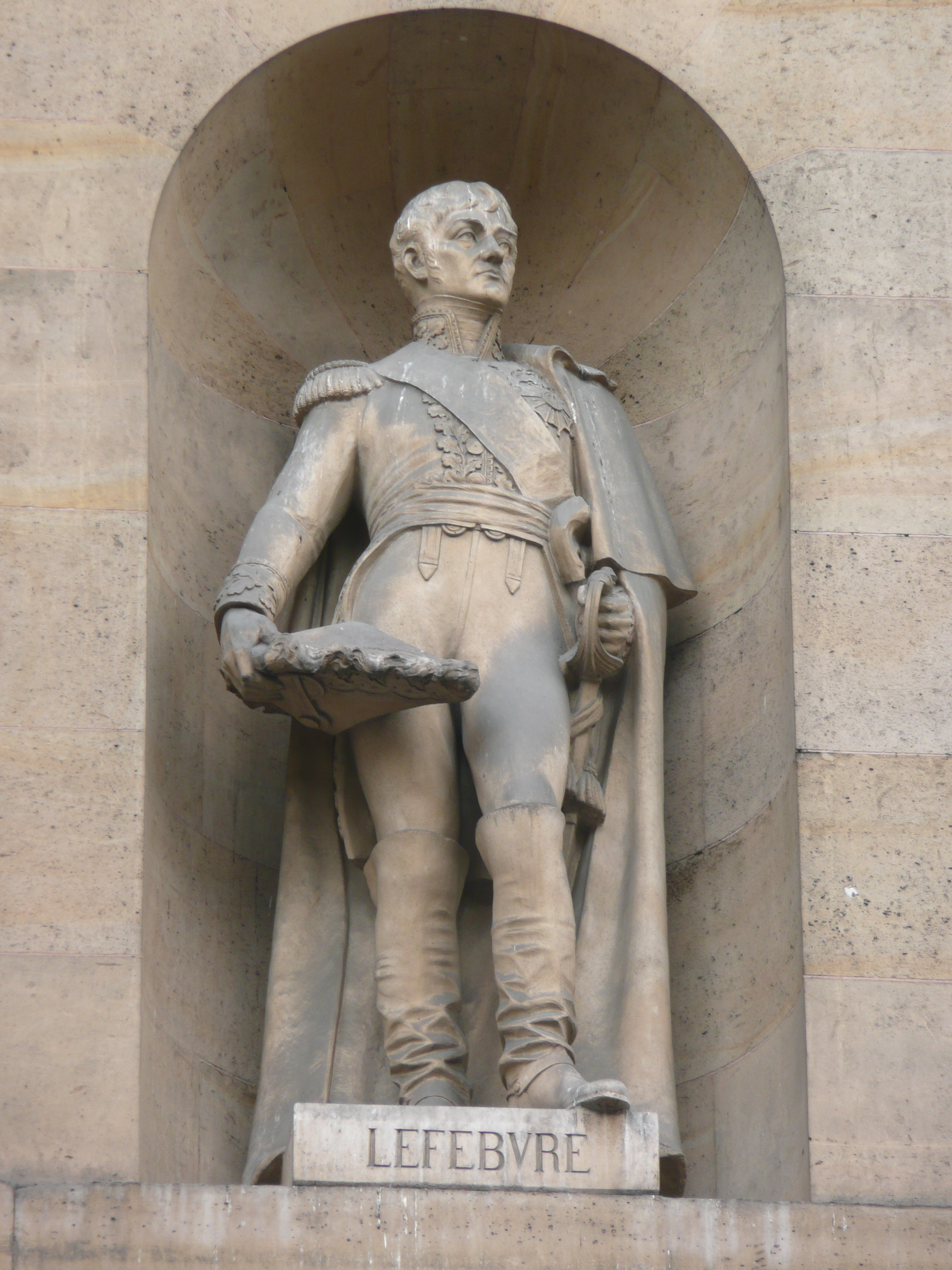
Statue du maréchal Lefebvre au Louvre

En 1807, à la tête du 10e corps, il couvre et protège les opérations de la Grande armée sur la gauche de la Vistule, et participe, en février, à la bataille d'Eylau. Il rassemble le Xe corps d’armée à Thorn et assiège Dantzig du 19 mars au 24 mai 1807. Lefebvre répète aux artilleurs : « Je n’entends rien à votre affaire, mais fichez-moi un trou et j’y passerai. » Ce qu’il fait, en mai 1807. Ce siège difficile lui vaut le titre de duc de Dantzig le 28 mai 1807. À l'issue de la capitulation de cette ville, Napoléon, recevant le maréchal à l'abbaye d'Oliva (Pologne), lui demande s'il aimait le chocolat. Ayant répondu par l'affirmative, Lefebvre reçoit de l'Empereur une boîte, censée contenir du chocolat. En fait, son contenu consiste en une liasse de trois cents billets de mille francs, récompense de la bravoure du maréchal.
En 1808, Lefebvre commande le 4e corps en Espagne. Lefebvre y accompagne l’Empereur et y remporte notamment des victoires sur les Espagnols lors des batailles de Durango le 31 octobre 1808 et d'Espinosa le 11 novembre suivant. Il bat également les Britanniques à Guenes le 7 novembre et Valmaceda le 8 novembre et prend Bilbao, Santander et Ségovie le 3 décembre.
En janvier 1809, il est remplacé en Espagne par le général Sébastiani ; de retour en Allemagne, il est nommé commandant de l’armée bavaroise. Il est à Abensberg le 20 avril, à Schierling le 21, à Eckmühl le 22, commande l’armée du Tyrol de mai à octobre mais ne peut venir à bout de la révolte d’Andreas Hofer.
En 1812, il commande la Vieille Garde à la Moskova durant la campagne de Russie.
Au cours de la campagne de France en 1814, il se bat à Champaubert où il a un cheval tué sous lui, à Montmirail, à Montereau et à Arcis-sur-Aube. Le 4 avril, Lefebvre est l’un des maréchaux qui assistent à l’entrevue de Napoléon avec Macdonald, venu lui demander son abdication. Il ne quitte l'Empereur qu'après celle-ci.

### Le pair de France
Il vote la déchéance de l’Empereur au Sénat, est fait pair de France par Louis XVIII le 4 juin 1814, 
Au 20 mars 1815, il se rallie à Napoléon durant les Cent-Jours, mais son âge et ses infirmités l'éloignant des champs de bataille, et il reste à la Chambre haute.
En juillet 1815, lors de la Seconde Restauration, il est exclu de la Chambre des pairs  mais maintenu à son rang de maréchal de France.
Louis XVIII lui rend sa pairie le 5 mars 1819. À la chambre, Lefebvre vote avec les membres constitutionnels.

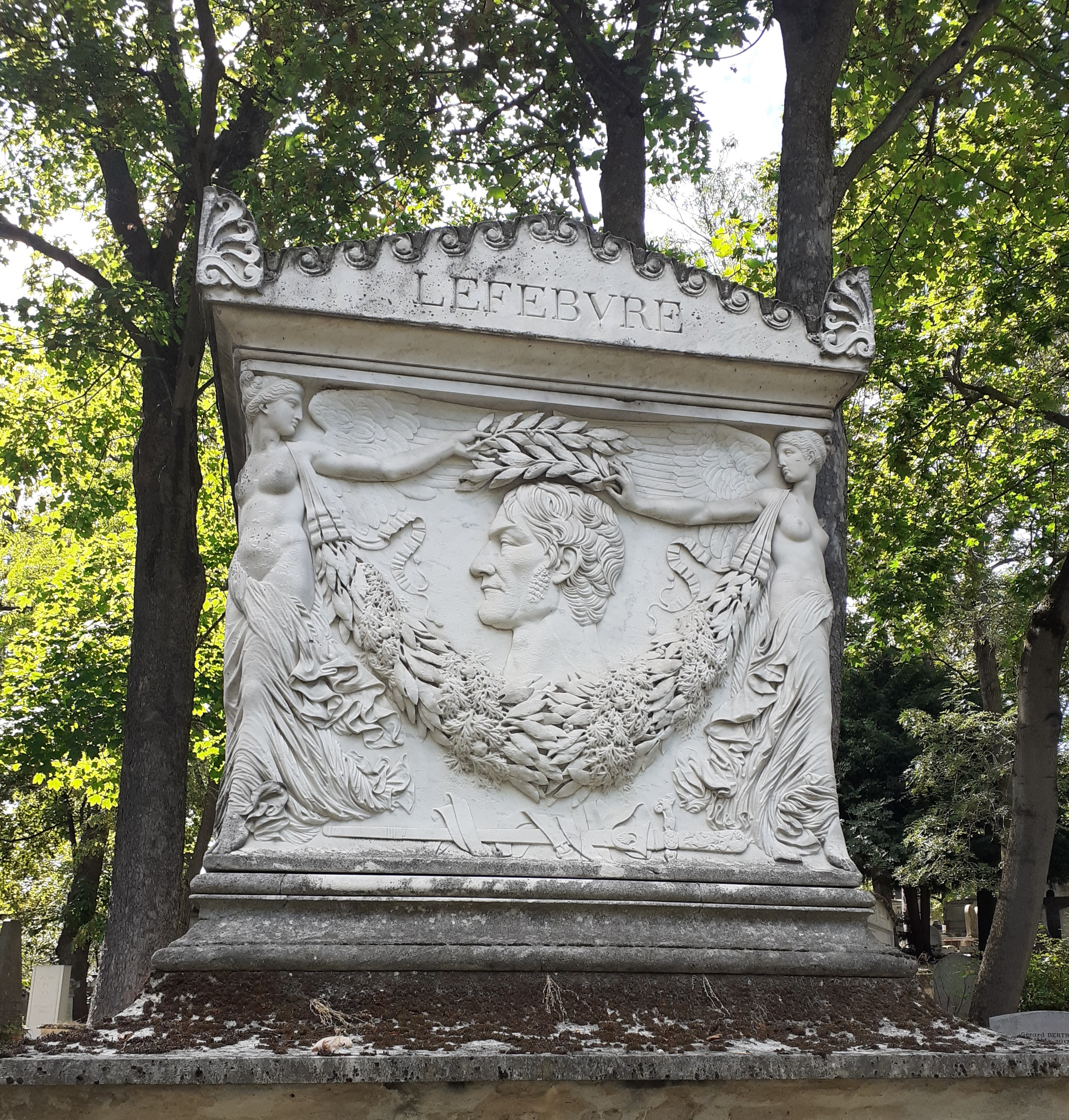
Sépulture de François Joseph Lefebvre, duc de Dantzig, maréchal de France, cimetière du Père-Lachaise, division 28, Paris.

Il meurt à Paris le 4 septembre 1820 d’une hydropisie de poitrine. Quelques jours avant de mourir, il a lui-même marqué sa place au Père-Lachaise à Paris, à côté de Masséna, non loin de Pérignon et de Sérurier.

### Postérité
De quatorze enfants, dont douze fils, il n’en laisse aucun pour hériter de son nom et de ses titres.
Son nom est inscrit au côté Nord de l’Arc de triomphe de l’Étoile. L’un des « boulevards des Maréchaux » ceinturant  Paris a reçu le nom de boulevard Lefebvre. À la suite du décret Boulanger de 1887, son nom a été donné au fort du Salbert.
Le maréchal Lefebvre fut par ailleurs maire de Combault (Seine-et-Marne) de 1813 à 1820.
Dans sa ville natale de Rouffach, une rue porte son nom et un buste a été installé devant la mairie. Ce buste est la reproduction du buste en marbre réalisé par Pierre-Jean David d'Angers et offert par son épouse Catherine Hubscher (Madame Sans-Gêne) à la ville en 1835. Cet original est exposé dans la salle du conseil municipal.
Les papiers personnels du maréchal Lefebvre sont conservés aux Archives nationales sous la cote 203AP.

## Armoiries
| Figure | Blasonnement |
| ------ | --- |
|        | Parti : au 1, d'azur, à un dextrochère, cuirassé d'argent, tenant une épée du même, garnie d'or ; au 2, d'or, à la fasce de sinople, chargé de deux hommes passants, conduisant chacun une femme, le tout d'argent, la fasce accompagnée en chef d'un vol de sable, et en pointe d'une croix pattée alésée du même ; au chef des ducs de l'Empire brochant. |

### Sources et bibliographie
- Pierre Paul Faust et Alphonse Halter, « François Joseph Lefèbvre (duc de Dantzig) », in Nouveau Dictionnaire de biographie alsacienne, vol. 23, p. 2276
- Christian Fileaux, Le maréchal Lefebvre, duc de Dantzig, Paris, Soteca, 2016, 400 p. (ISBN 979-1091561921).
- A. Lievyns, Jean Maurice Verdot, Pierre Bégat, Fastes de la Légion d'honneur : biographie de tous les décorés accompagnée de l'histoire législative et réglementaire de l'ordre, vol. 1, Bureau de l'administration, 1842 (lire en ligne) ;
- « François Joseph Lefebvre », dans Charles Mullié, Biographie des célébrités militaires des armées de terre et de mer de 1789 à 1850, 1852 [détail de l’édition]
- « François Joseph Lefebvre », dans Adolphe Robert et Gaston Cougny, Dictionnaire des parlementaires français, Edgar Bourloton, 1889-1891 [détail de l’édition]